# Campoletis linearis
Campoletis linearis är en stekelart som först beskrevs av Henry Lorenz Viereck 1925.  Campoletis linearis ingår i släktet Campoletis och familjen brokparasitsteklar. Inga underarter finns listade.